# Sušenka
Sušenka nebo též keks, je pečený zákusek, většinou suchý a plochý. Má obvykle sladkou chuť a menší velikost.
Vyrábí se hlavně z mouky, cukru a tuku, přidává se do nich také vejce a mléko. To může být sušené, stejně tak jako např. vaječné žloutky. Dalšími možnými ingrediencemi jsou kakao nebo oříšky.